# ウー・ラ・ラ
『ウー・ラ・ラ』 (Ooh La La) は、イギリスのロックバンド、フェイセズの1973年のアルバム。スタジオ・アルバムとしては彼等の最終作である。

## 背景
フェイセズのボーカリストのロッド・スチュワートは、グループ活動と並行して行なっていたソロ活動でも大きな成功を収めていた。やがてフェイセズのコンサートでは、他のメンバーはスチュワートのバック・ミュージシャンのようになってしまったので、彼等とスチュワートとの間で溝が深まっていった。
スチュワートは本作のレコーディングの最初の約2週間、ほとんど不在であった。その間、ロニー・レーン（ベース・ギター）が主導する形でアルバムの原型が仕上げられていった。イアン・マクレガン（キーボード）によれば『ウー・ラ・ラ』はレーンのアルバムであった。本作はファンの間では人気が高いアルバムである。Ａ面はとっ散らかった感はあるが、レーンの作品が並ぶB面は非常に評価が高く、英国匂漂う名曲、素晴らしい演奏は言わばフェイセズのBサイドを堪能出来る。
ジャケット写真は1920年代のイタリア人コメディアン、エットーレ・ペトロリーニの演じたキャラクター「ガストーネ」の写真である。ジャケットは切り込みが入れられ、上部を押すと写真の表情が変化するというものである。2010年にその細工を再現した紙ジャケットCD仕様で再発された。
1973年3月に本作が発表された直後、スチュワートは『メロディ・メイカー』誌の単独インタビューで本作を「最悪なアルバムだ」とけなしたため、彼と他のメンバーとの仲は険悪なものとなった。特にレーンはこの発言に深く失望して、6月にフェイセズを脱退した。彼等はレーンの後任に元フリーの山内テツを迎えて活動を続けて、ライブ・アルバムと3枚のシングルを発表した。しかしバンドの創設者で精神的主柱であり、ソングライターだったレーンの脱退の影響は大きく、彼等は新作アルバムを発表することなく1975年に解散した。

## 収録曲
サイド 1
1. シリコン・グロウン - "Silicone Grown" (スチュワート、ウッド) - 3:05
2. いとしのシンディ - "Cindy Incidentally" (マクレガン、スチュワート、ウッド) - 2:37
3. フラッグス・アンド・バナーズ - "Flags and Banners" (レーン、スチュワート) - 2:00
4. 俺のせいだ - "My Fault" (マクレガン、スチュワート、ウッド) - 3:05
5. ボースタル・ボーイズ - "Borstal Boys" (マクレガン、スチュワート、ウッド) - 2:52

サイド 2
1. フライ・イン・ジ・オイントメント - "Fly in the Ointment" (ジョーンズ、レーン、マクレガン、ウッド) - 3:49
2. イフ・アイム・オン・ザ・レイト・サイド - "If I'm on the Late Side" (レーン、スチュワート) - 2:36
3. グラッド・アンド・ソーリー - "Glad and Sorry" (レーン) - 3:04
4. ジャスト・アナザー・ホンキー - "Just Another Honky" (レーン) - 3:32
5. ウー・ラ・ラ - "Ooh La La" (レーン、ウッド) - 3:30

## パーソネル
- ロッド・スチュワート - リード・ボーカル、バンジョー、ギター
- ロニー・レーン - ベース、ギター、タンバリン、ボーカル
- ロン・ウッド - ギター、エレクトリック・ブズーキ、ボーカル
- イアン・マクレガン - ピアノ、オルガン、ハルモニウム、ボーカル
- ケニー・ジョーンズ - ドラム、パーカッション
- グリン・ジョンズ - プロデュース、エンジニア